# Олександра Радивил
Олекса́ндра княгиня Радиви́л зі Сте́цьких (пол. - Alexandra Хna Radziwiłłowa) (1796 — † 16 червня 1864, Париж, XVI округ "Пассі", Сена і Марна). Руська (українська), польська шляхтянка з роду Стецьких, гербу «Радван». 

## Біографія та діяльність
Олександра Стецька — донька полковника війська польського Кароля Стецького та шляхтянки Маріанни Морштин. Місце її народження невідоме, можливо це один з її волинських маєтків, які свого часу розбудував її дід Ян Казимир Стецький — Кустин, Шпанів, або Межиріч (корецький). В останньому з них, вона взяла шлюб у 1815 році з Михайлом-Гедеоном кн. Радивилом, а вінчання відбулося в піарському костелі Св. Антонія. На момент шлюбу Олександра мала 19 років, та вже була сиротою. Її опікуном був дивізійний генерал у війську Наполеона Бонапарта, виходець з курляндського герцогства, вітчим — барон Кароль-Отто Князевич. Із ним взяла шлюб Маріанна Морштин після того, коли Кароль Стецький помер, вона ж, написала свій тестамент 16 квітня 1811 році. 
Після смерті батьків Олександра отримала в спадок великі земельні наділи та маєтки у Волинській і Київській губерніях, а також у Варшаві. Відомо, що займалася художньою діяльністю та господарськими справами в своїх володіннях. Подібно, як і її дід, вона відновила занедбаний палац у Шпанові, залучивши до перебудови архітектора італійського походження, який мешкав на Волині, Генріха Гіацинта Сальватора Іттара — сина знаного на той час архітектора Стефано Іттара. Модернізацію палацу було завершено в 1830 році. Спонукала до цього її свекрова Гелена Радивил з Пшездецьких. Також, з Неборова було перевезено до Шпанова чимало картин та цінних об'єктів інтер'єру. Зокрема картину з Наполеоном Бонапартом на коні. 
Стараннями Олександри, також було збудовано новий мурований храм в селі Бабині — сучасну церкву Івана Богослова. Будівництво її розпочалось у 1820 році, та завершилося в 1839-му. Стиль неокласицизм. Разом з чоловіком опікувалася господарствами в Бабині, Городищі та Шпанові, де функціонували великі фільварки. В 1853 році продала бувшому маршалку волинського дворянства Граціану Іпогорському Ленкевичу бабинську економію. 

Олександра Радивил була почесною учасницею Товариства заохочення мистецтв у Варшаві. До нашого часу дійшли її акварелі зроблені приблизно в 1834 — 1835 роках. Нині вони зберігаються в музеї, колишній родовій резиденції Радивилів "Аркадії", у Неборові (теперішня філія Національного музею у Варшаві). 

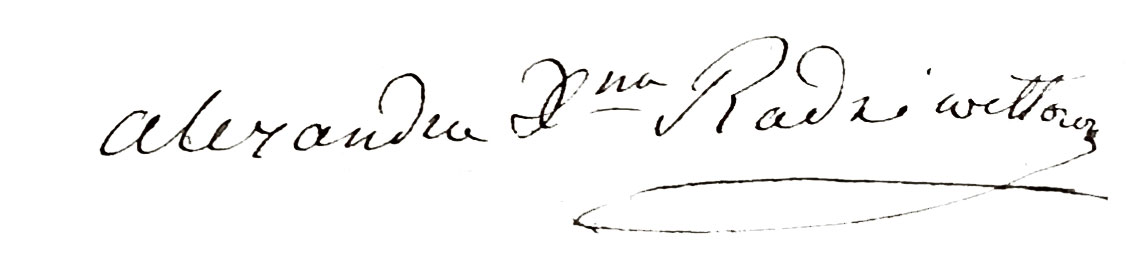
Підпис Олександри Радивил. 1851 рік.

Чоловік — Михайло-Гедеон Радивил, генерал польських полків у війську Наполеона Бонапарта, провідник Листопадового повстання 1830 — 1831 років. Був засланий царським урядом до Сибіру після чого Олександра стала об'єктом цькування зі сторони влади. Згодом виїхала до свого маєтку Неборова, і прожила там чотири роки. 15 листопада 1859 року склала тестамент, яким розділила майно між дітьми, а в 1863 році емігрувала до Парижу, де й померла 16 червня наступного 1864 року.
Олександра залишила після себе трьох дітей — Зигмунда, Кароля та Михайлину, яким перед смертю розділила спадок, та особисті речі. Зокрема власні акварелі записала в тестаменті для сина Кароля. Зиґмунд був у шлюбі зі Цецілією де Ґерною, Кароль з Ядвігою Собянською, від якої мав дітей — Михайла-Петра, Марію та Йосипа, а Михайлина вийшла заміж за графа Леона Жищевського, та мала від нього двох синів — Михайла й Зигмунда.

## Родинна галерея

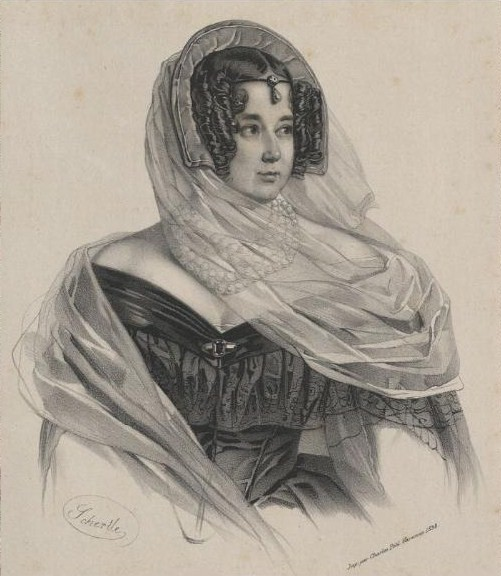
Олександра Радивил зі Стецьких. Худ. Валентин Шертле. 1838.
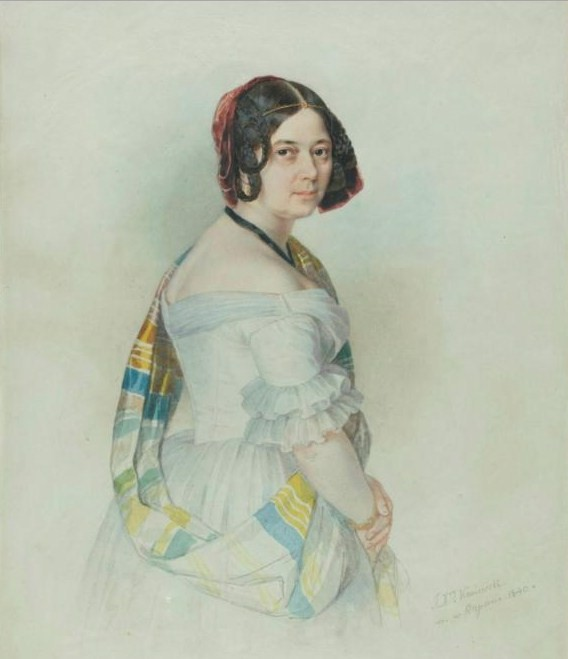
Олександра Радивил зі Стецьких. Худ. Ян-Ксаверій Каневський. 1840
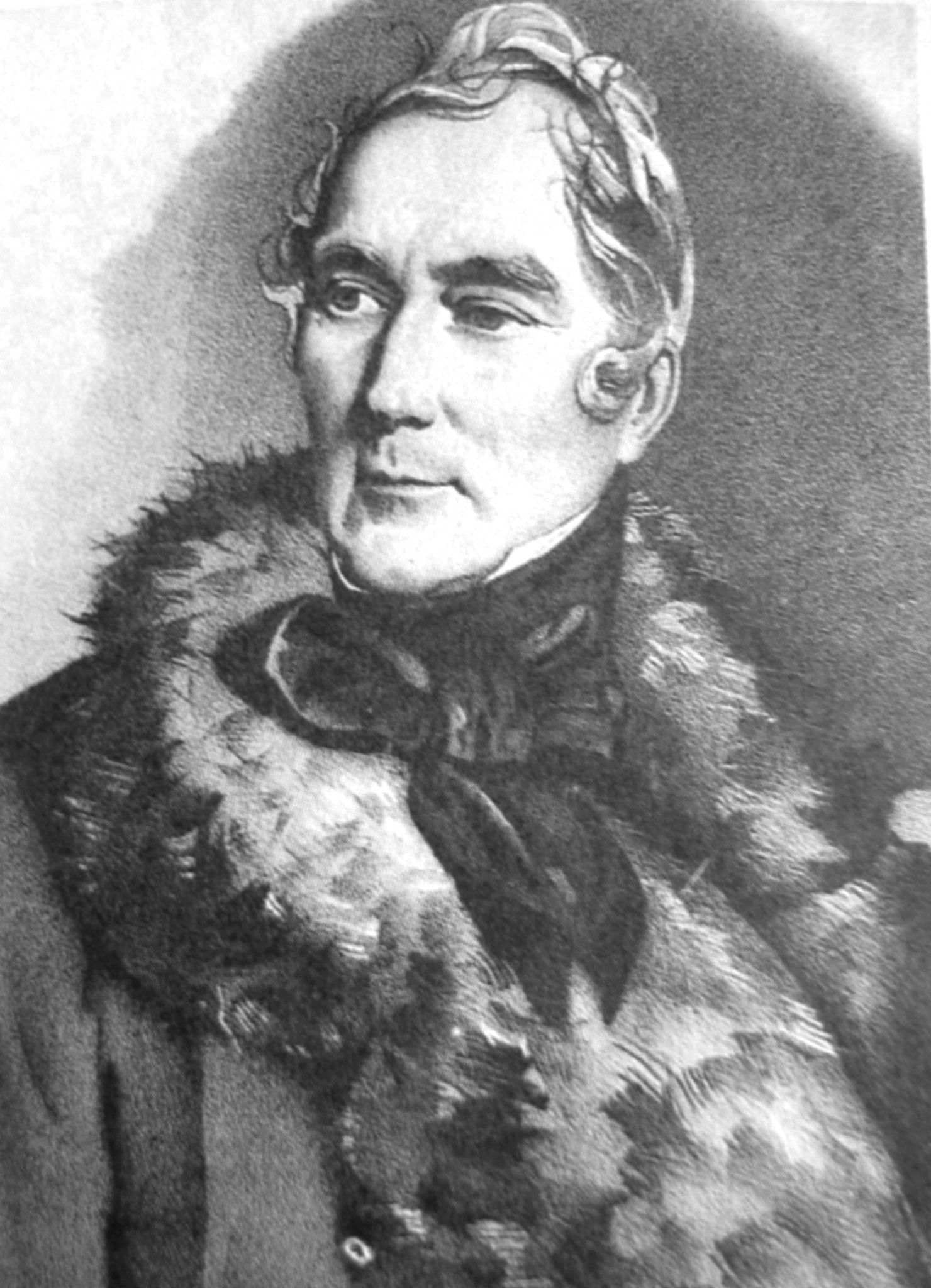
Михайло-Гедеон Радивил
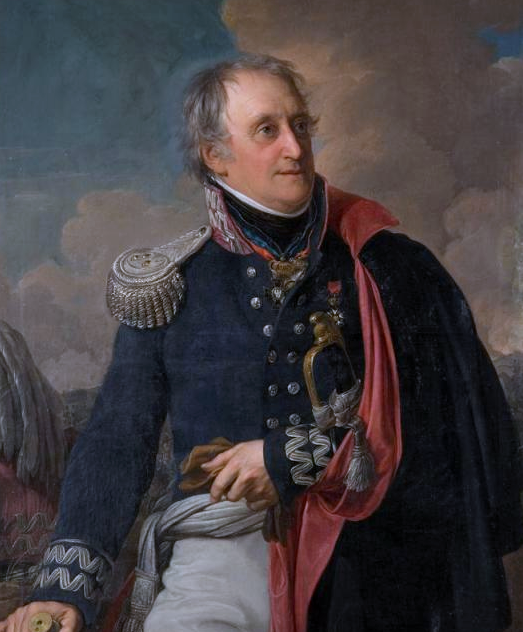
Кароль-Отто Князевич. ХІХ ст.
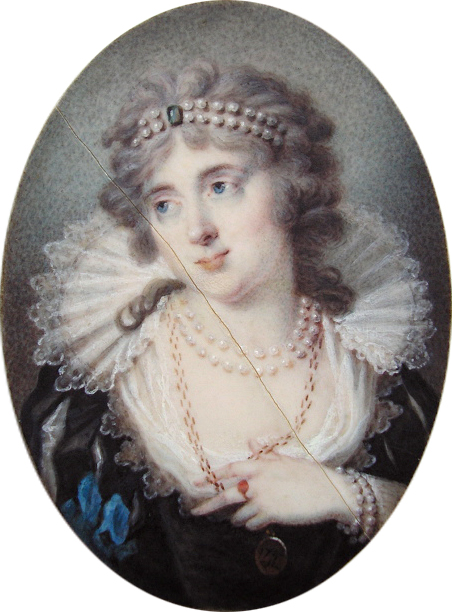
Олена Радивил з Пшездецьких. Бл. 1816.
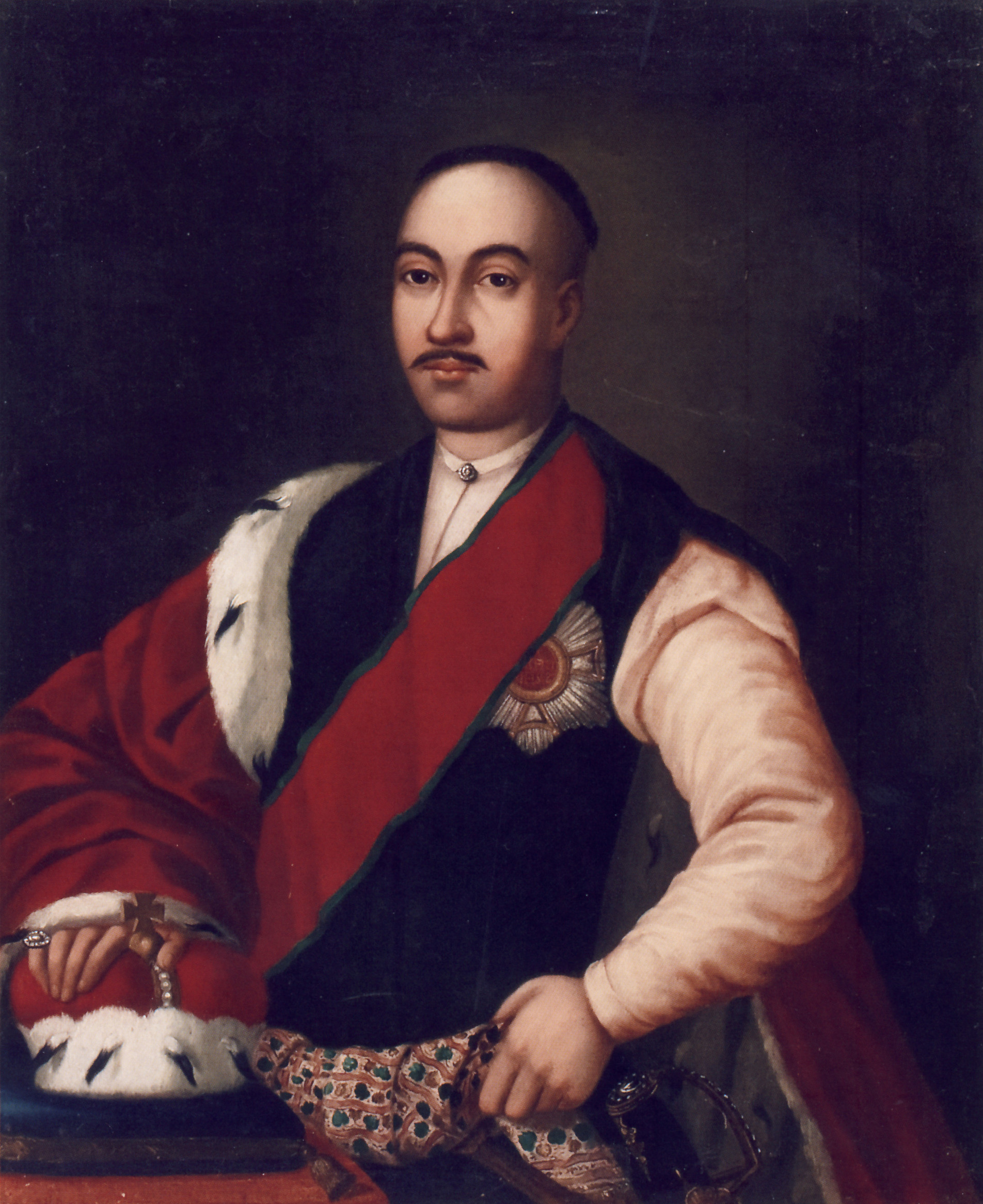
Михайло-Ієронім Радивил